# Kościół Matki Bożej Częstochowskiej w Różnowie
Kościół Matki Bożej Częstochowskiej w Różnowie – rzymskokatolicki kościół filialny zlokalizowany we wsi Rożnowo w gminie Banie, w powiecie gryfińskim (województwo zachodniopomorskie). Należy do parafii Chrystusa Króla w Lubanowie.

## Historia i architektura
Kościół, murowany z kamienia narzutowego na planie czworoboku, jest budowlą bezwieżową. Jego budowa datowana jest na XV wiek. Nakryty jest dachem dwuspadowym. Szczyty zdobione są sterczynami, murowany z cegły szczyt wschodni jest ponadto ozdobiony blendami. Wnętrze kościoła zamyka otwarty, łamany strop. Prezbiterium zamknięte jest prostą ścianą.
Kościół uległ zniszczeniu w trakcie działań wojennych w 1945 roku. Odbudowano go w latach 1978–1979. Został poświęcony jako świątynia katolicka w dniu 26 lipca 1979 roku przez biskupa Jana Gałeckiego.